# سيدي رحال الشاطئ
سيدي رحّال الشاطئ هي جماعة قروية مغربية صغيرة تقع على شاطئ المحيط الأطلسي للمغرب. وهي قرية شاطئية صغيرة تنتمي إلى جهة الدار البيضاء - سطات. و تقع غرب سطات وبرشيد وجنوب الدارالبيضاء. تبعد عن سطات بحوالي 75 كلم وعن الدارالبيضاء بحوالي 40 كلم. تضم 22.426 نسمة (حسب إحصاء 2004).
يتبع شاطئ سيدي رحال إداريا لإقليم برشيد.